# Eleónas (Phocide)
Eleónas (grec moderne : Ελαιώνας) est une localité située dans le dème de Delphes, dans le district régional de Phocide, dans la périphérie de Grèce-Centrale, en Grèce.
Selon le recensement de 2021, elle compte 321 habitants.